# Томас Крејг
Томас Крејг (енгл. Thomas Craig; Шефилд, 4. децембар 1962) је енглески глумац. Познат је по улогама у Мердоковим мистеријама, Where the Heart Is, Hidden, Coronation Street, и The Navigators.

## Биографија
Крејг је прво радио као водоинсталатер прије него што је 1980-их постао глумац. Похађао је Академију живе и снимљене умјетности (Academy of Live and Recorded Arts). Његово умјетничко име преузето је од бившег играша Шефилд венздеја Томија Крејга. Током 1994. спорадично се појављивао у његовој првој серији Common As Muck, заједно са Едвардом Вудвардом и Нилом Даџаном, а имао је и кратку улогу у филму ИД 1995, гдје је играо једног од вођа Тинебурна током сцене борбе на тржници, његова једина ријеч била је "Па!" у моменту када тражи борбу.
Крејг се појавио у EastEnders 1992. године као момак мајке од Манди Салтер. Тренутно глуми инспектора Томаса Бракенрида у канадској серији Мердокове мистерије.